# زبان اورومو
زبان اورومو (به اورومو: Afaan Oromoo) زبانی از شاخه کوشی خانوادهٔ زبان‌های آفروآسیایی است. اورومو بومی منطقه اورومیا در اتیوپی است و بیشتر سخنگویان آن در این کشور و کنیا ساکنند.
اورومو زبان مادری ۳۳٫۸٪ از مردم اتیوپی است و از این نظر گسترده‌ترین زبان این کشور به‌شمار می‌رود و در پی آن زبان امهری با ۲۹٫۳٪ قرار دارد. اورومو گسترده‌ترین زبان خانواده کوشی و چهارمین زبان بزرگ آفریقا، پس از عربی، هوسه و سواحلی، به‌شمار می‌رود. گونه‌های اورومو توسط بیش از ۳۵ میلیون مردم اورومو در اتیوپی و توسط نیم میلیون نفر دیگر در مناطقی از شمال و شرق کنیا به عنوان زبان نخست صحبت می‌شود. همچنین شماری از مهاجران اورومو زبان در کشورهای آفریقایی مانند آفریقای جنوبی، لیبی، مصر و سودان ساکنند.
اورومو زبان رسمی مناطق اورومیا،  هرر و دیرداوه و ناحیه اورومیا در منطقه امهارا است. اورومو همچنین زبان آموزش ابتدایی در مناطق اورومیا، هراری، دیرداوه، بنیشانگول-گوموز و آدیس آبابا و ناحیه اورومیا در منطقه امهارا است. این زبان همراه با تیگرینیا به عنوان زبان مورد استفاده در وب سایت‌های فدرال استفاده می‌شود.

## پراکندگی
حدود ۸۵ درصد از سخنگویان اورومو در اتیوپی می‌زیند (بیشتر منطقه اورومیا). علاوه بر این، در سومالی نیز شماری از سخنگویان این زبان نیز وجود دارند. در کنیا، مناطق اتنولوگ ۷۲۲٬۰۰۰ سخنگو برای زبان‌های بورانا و اورما، دو زبان نزدیک به اوروموی اتیوپی، ذکر شده‌است. در اتیوپی، اورومو بیشترین شمار سخنگویان بومی را دارد. در آفریقا نیز اورومو چهارمین زبان با بیشترین شمار سخنگو، پس از عربی، سواحلی و هوسه است.
علاوه بر سخنگویان زبان نخست، تعدادی از اعضای سایر اقوام که با اورومو در تماس هستند، آن را به عنوان زبان دوم صحبت می‌کنند. برای نمونه مردم اوموتی‌زبان بامباسی و نیلوصحرایی‌زبانان کواما در شمال غرب اورومیا.

## واج‌شناسی
اورومو مانند بیشتر زبان‌های اتیوپیایی، اعم از سامی، کوشی، یا اوموتی، دارای مجموعه‌ای از هم‌خوان‌های پرانشی است، یعنی توقف صدا یا صدایی خفیف که با چاکنایی‌شدگی و انفجار هوا همراه است. همخوان‌ها و واکه‌های اورومو عبارتند از:
|                   |        | دولبی/ لبی‌دندانی | لثوی/ برگشته | کامی‌لثوی/ کامی | نرم‌کامی | چاکنایی |
| ----------------- | ------ | ---------------- | ------------ | -------------- | ------- | ------- |
| انسدادی و انسایشی | بی‌واک  | (p)              | t            | ch tʃ          | k       | ' ʔ     |
| انسدادی و انسایشی | واک‌دار | b                | d            | j dʒ           | g ɡ     |         |
| انسدادی و انسایشی | پرانشی | ph pʼ            | x tʼ         | c tʃʼ          | q kʼ    |         |
| انسدادی و انسایشی | مکیده  |                  | dh ᶑ         |                |         |         |
| سایشی             | بی‌واک  | f                | s            | sh ʃ           |         | h       |
| سایشی             | واک‌دار | (v)              | (z)          |                |         |         |
| خیشومی            | خیشومی | m                | n            | ny ɲ           |         |         |
| ناسوده            | ناسوده | w                | l            | y j            |         |         |
| ر-گونه            | ر-گونه |                  | r            |                |         |         |

|       | جلو        | مرکز | پشت        |
| ----- | ---------- | ---- | ---------- |
| بسته  | i ɪ, ii i: |      | u ʊ, uu u: |
| میانه | e ɛ, ee e: |      | o ɔ, oo o: |
| باز   |            | a ɐ  | aa ɑ:      |

## نوشتار
اورومو به یک الفبای لاتین به نام کوبی (Qubee) نوشته می‌شود که رسماً در سال ۱۹۹۱ پذیرفته شده‌است. در گذشته از نسخه‌های مختلف الفبای لاتین برای اورومو استفاده می‌شد. به نظر می‌رسد با پذیرش کوبی به عنوان الفبای رسمی این زبان، متونی که میان سال‌های ۱۹۹۱ تا ۱۹۹۷ به این نوشته شد بیشتر از همه نوشته‌های ۱۰۰ سال پیش از آن بود. در کنیا مردم بورانا و واتا نیز از الفبای لاتین ولی با سامانه‌های متفاوتی استفاده می‌کنند. خط عربی نیز میان مسلمانان اوروموزبان کاربرد دارد.
حروف الفبای اورومو به شرح زیر هستند:
| A a | B b | C c   | D d | Dh dh | E e | F f   | G g   |
| H h | I i | J j   | K k | L l   | M m | N n   | Ny ny |
| O o | P p | Ph ph | Q q | R r   | S s | Sh sh | T t   |
| X x | U u | W w   | Y y | Z z   |     |       |       |

### دستورزبان
- Ali, Mohamed; Zaborski, A. (1990). Handbook of the Oromo Language. Wroclaw, Poland: Polska Akademia Nauk. ISBN 83-04-03316-X.[پیوند مرده]
- Griefenow-Mewis, Catherine; Tamene Bitima (1994). Lehrbuch des Oromo. Köln: Rüdiger Köppe Verlag. ISBN 3-927620-05-X.[پیوند مرده]
- Griefenow-Mewis, Catherine (2001). A Grammatical Sketch of Written Oromo (Language and dialect atlas of Kenya, 4.). Köln, Germany: Rüdiger Köppe Verlag. ISBN 3-89645-039-5.[پیوند مرده]
- Heine, Bernd (1981). The Waata Dialect of Oromo: Grammatical Sketch and Vocabulary. Berlin: Dietrich Reimer. ISBN 3-496-00174-7.
- Hodson, Arnold Weinholt (1922). An elementary and practical grammar of the Galla or Oromo language. London: Society for Promoting Christian Knowledge.
- Owens, Jonathan (1985). A Grammar of Harar Oromo. Hamburg: Buske. ISBN 3-87118-717-8.
- Praetorius, Franz (1973) [۱۸۷۲]. Zur Grammatik der Gallasprache. Hildesheim; New York: G. Olms. ISBN 3-487-06556-8.
- Roba, Taha M. (2004). Modern Afaan Oromo grammar: qaanqee galma Afaan Oromo. Bloomington, IN: Authorhouse. ISBN 1-4184-7480-0.
- Stroomer, Harry (1987). A comparative study of three Southern Oromo dialects in Kenya. Hamburg: Helmut Buske Verlag. ISBN 3-87118-846-8.[پیوند مرده]

### لغت‌نامه‌ها
- Bramly, A. Jennings (1909). English-Oromo-Amharic Vocabulary. [Typescript in Khartoum University Library].
- Foot, Edwin C. (1968) [۱۹۱۳]. An Oromo-English, English-Oromo dictionary. Cambridge University Press (repr. Farnborough, Gregg). ISBN 0-576-11622-X.
- Gragg, Gene B. et al. (ed. , 1982) Oromo Dictionary. Monograph (Michigan State University. Committee on Northeast African Studies) no. 12. East Lansing, Mich. : African Studies Center, Michigan State Univ.
- Mayer, Johannes (1878). Kurze Wörter-Sammlung in Englisch, Deutsch, Amharisch, Oromonisch, Guragesch, hrsg. von L. Krapf. Basel: Pilgermissions-Buchsdruckerei St. Chrischona.
- Tamene Bitima (2000). A dictionary of Oromo technical terms. Oromo - English. Köln: Rüdiger Köppe Verlag. ISBN 3-89645-062-X.[پیوند مرده]
- Stroomer, Harry (2001). A concise vocabulary of Orma Oromo (Kenya): Orma-English, English-Orma. Köln: Rudiger Köppe.
- Tilahun Gamta (1989). Oromo-English dictionary. Addis Ababa: University Printing Press.